# 张尔瓒
张尔瓒（1929年3月—），男，山东高密人，中国电影特技摄影师，北京电影制片厂特技摄影师，曾任中国电影家协会理事。